# Anton Eklund
Johan Anton Eklund, född 1 januari 1883 i Tillinge församling, Uppsala län, död 6 maj 1946 i Skultuna församling, Västmanlands län, var en svensk stationskarl och politiker (socialdemokrat).
Eklund var ledamot av Sveriges riksdags andra kammare för Socialdemokraterna 1922–1939, invald i Västmanlands läns valkrets. 1940–1946 var han ledamot av första kammaren, invald i Södermanlands läns och Västmanlands läns valkrets. Han var även verksam som kommunalfullmäktig och landstingsman.